# إيفانجيليون (ميكا)

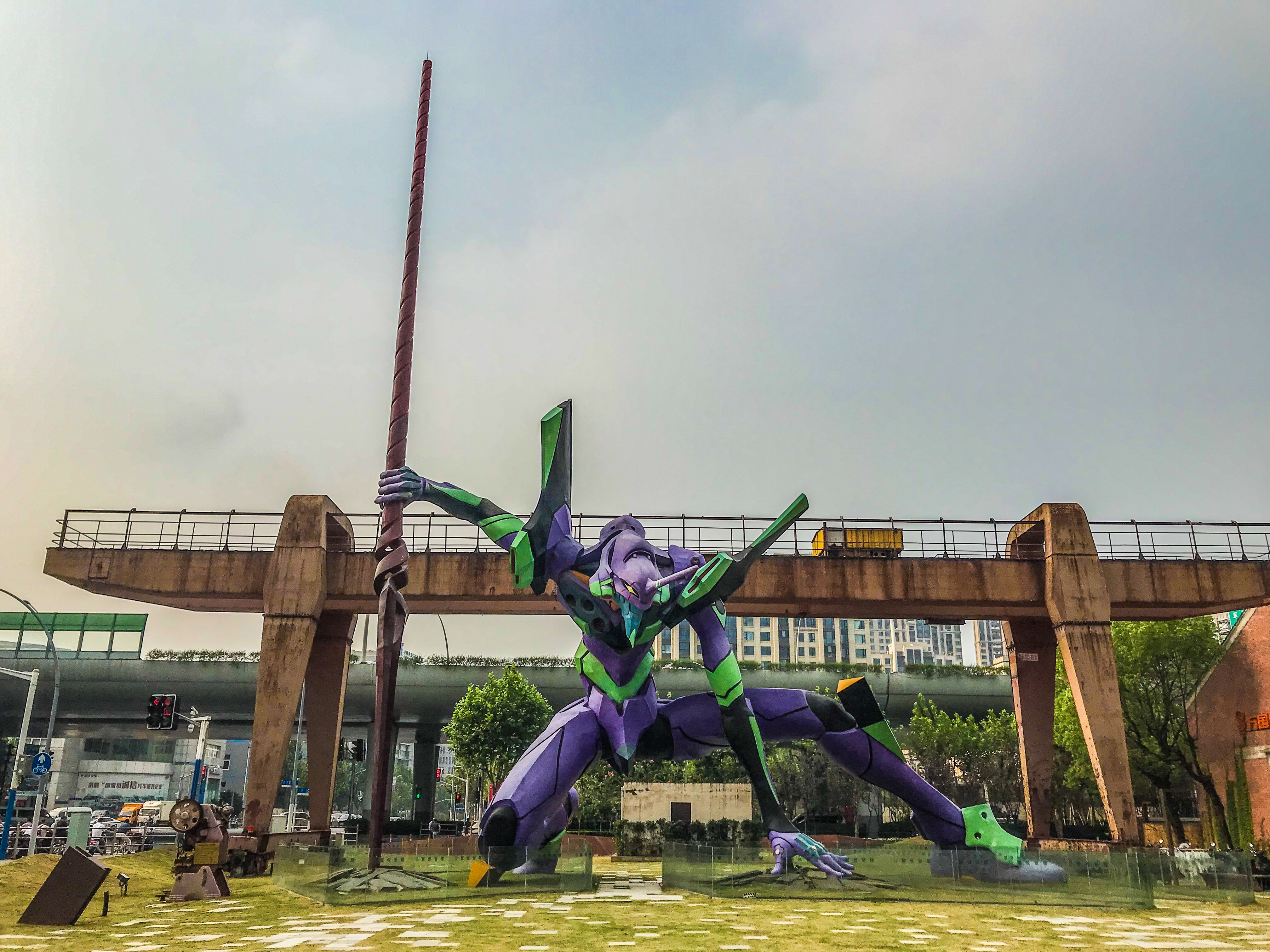

في سلسلة نيون جينيسيس إيفانجيليون، الإيفانجيليون (エヴァンゲリオン Evangerion) (أيضاً يشار إليها بـإيفا)، هي ميكا خيالية يقودها أولاد يتم اختيارهم من قبل معهد ماردك (منظمة واجهة لسيلي). تم اختراع الإيفا من قبل نيرف. هدفها الرئيسي هو حماية طوكيو-3 من الملائكة. قام بتصميم الإيفا كل من إكتو ياماشتا ومخرج المسلسل هيدياكي أنّو.

## الخصائص
صممت الإيفا مشابهة لمخلوق الفلكلور الياباني أوني. بالرغم من الافتراض بأنها آليات مؤنسنة عملاقة، فالإيفا في الحقيقة سايبورغ، في دمج لكائن بيولوجي في معظمه وبنية تحتية ميكانيكية أساسية، بما فيها كبسولة تدعى «قابس الإدخال»؛ حيث يجلس القائد ويتحكم بحركات الإيفا، بالرغم من تردد امتداد هذه الحركة. الأشخاص الوحيدون الذين يمكنهم قيادة الإيفا هم أولاد في الرابعة عشرة ماتت أمهاتهم بعد الاصطدام الثاني، ويتم اختيارهم من قبل معهد ماردك ويتم تسميتهم بالترتيب العددي كـ«أولاد» (مثل الولد الأول، الولد الثاني، إلخ...). سبب هذا لم يكن معلوماً لفترة من الوقت، إلى أن تم الكشف بأن أرواح أمهات القواد موضوعة في الإيفا من أجل تكوين رابط نفسي مع القواد يسمح لهم بالتحكم بالإيفا. في حين الاتصال بالإيفا، يتم ملء قابس الإدخال بسائل شبه شفاف قابل للتنفس يعرف بـLCL، الذي يسمح للقواد كهروكيميائياً بالتحكم بالإيفا. ذُكِر أكثر من مرة أن رائحة LCL تشبه رائحة الدم، واكتشف لاحقاً أنه مأخوذ من دم الملاك الثاني، ليليث. يرتدي القواد بزات تسمى بزة القابس وأجهزة تدعى سماعات المواجهة على رؤوسهم للحصول على نسبة توافق أفضل مع الإيفا. بالرغم من ارتداء الإيفا لدرع، إلا أن دفاعها الأكثر أهمية هو حقل الرعب التام (حقل A.T. للاختصار)، نوع من حقول الطاقة يحمي الإيفا من كل أنواع الضرر العام ويمكن استعماله لتعطيل حقول A.T. الخاص بالملائكة.
جميع وحدات الإيفا ما عدا واحدة ناشئة من الملاك الأول، آدم (في سفر التكوين، إيف/إيفا خلقت من أحد أضلاع آدم). الوحدة-01 نادرة كونها ولدت من الملاك الثاني، ليليث. مع هذه المعلومات المكشوفة، تم كشف الهدف الرئيسي من درع الإيفا أيضاً - الدرع في الحقيقة من أجل تقييد تحركات الإيفا والتحكم بها. وفقاً لرسومات الإنتاج من إيفانجيليون 1.0 مجموعة السجلات الكاملة، فإن الإيفا بطول 80 متراً؛ ربما يطبق هذا على الملائكة المؤنسنين أيضاً.
من أجل تقوية قامتها الضخمة، تقوم الإيفا باستعمال بطاريات داخلية، أو السلك السري، أو محرك S². يمكن إضافة بطاريات إضافية لتمديد بقاء الإيفا الغير مرتبطة. يتم التحكم بالإيفا من خلال رابط نفسي مع القائد بالتحكم اليدوي في قابس الإدخال وتوجيه النبضات العصبية التي تربط بزة قابس القائد وسماعات المواجهة. يتسلم القواد أيضاً نتائج خلال هذا الاتصال، بما في ذلك الشعور بألم الأضرار التي تتعرض لها الإيفا. يعتمد الألم على نسبة «توافق» القائد. كلما كانت النسبة أعلى، كان الألم الذي يشعر به القائد أكبر، ولكن كلما كانت النسبة أعلى، كان التحكم بالإيفا أفضل. لهذا السبب يقوم قواد الإيفا باختبارات تزامن روتينية، من أجل قياس مدى قدرة القواد على التوافق مع الأرواح المرتبطة داخل الإيفا. يمكن التحكم بالإيفا أيضاً يواسطة نظام القائد الآلي، القوابس الوهمية، المقتبسة من أنماط تفكير ريه أيانامي أو كاورو ناغيسا. قد يحدث أحياناً فقدان في السيطرة في مواقف محددة وتقوم الإيفا «بالهيجان»، مثل الحالة التي يكون فيها القائد تحت ضغط حاد.
تقاتل الإيفا بأذرعها وسيقانها، لكن يمكنها حمل واستعمال العديد من الأسلحة التقليدية العملاقة. بالإضافة إلى ذلك، فلكل إيفا سلاح حاد يعرف باسم «السكين المتقدمة»، مخزنة في ملحقة الكتف.

## الوحدات النموذجية (البدئية)

### الوحدات المخفقة
صنعت نيرف العديد من المحاولات المخفقة لاختراع إيفا تعمل. بقايا هذه الإيفا المخفقة مخفية في إحدى المستويات الدنيا من مقر نيرف. معظم الهياكل العضوية لهذه الإيفا المخفقة قد رميت بعيداً، ولم يبقَ أكثر من رأس مدرع متصل بعمود فقري، غالباً مع عدد غير مكتمل من الأضلاع والعديد من الهياكل العظمية المشوهة بشكل سيئ. طبعت كلمة «مرفوض» على رؤوس كل الوحدات بحروف حمراء كبيرة. في النسخة الأصلية، وضعت الوحدات المخفقة ملقاة على أرضية خالية كبيرة، مع إيصال ما تبقى من أطرافها بعمودها الفقري وأعضاء أجسامها الأخرى، ومحاطة بعلامات طبشورية. أظهرت نسخة قص المخرج الفكرة الأصلية بأجزاء الجسم المتبقية لدرازن من الإيفا المخفقة ملقاة في سلسلة من حفر القمامة في الأرض. بعض الإيفا المرفوضة يمكن رؤيتها في نهاية إيفانجيليون، مجمدة بشكل عمودي من رؤوسها.

### أجسام المحاكاة
ثلاثة وحدات إيفانجيليون غير مكتملة تم حفظها في صندوق بريبنو في مقر نيرف. هذا الوحدات غير مدرعة، ليس فيها لا سيقان وقلوب، وتمتلك كيابل عديدة تخرج من الرقبة بدلاً من الرؤوس الحقيقية. استعملت هذه الوحدات في تدريب المحاكاة وأصيبت في النهاية بالملاك الحادي عشر، إرويل.
أظهر إيفانجيليون: 1.0 أنت (غير) وحيد أن تدريب المحاكاة في حقل الإطلاق يتسعمل جسم محاكاة، في مقابل الأنمي والمانغا التي تظهر الوحدة-01 متصلة مباشرة بملحقات المحاكاة. ظهر جسم المحاكاة كجهاز يتكون من أجزاء من الهيكل العظمي والجهاز العصبي للإيفانجيليون، ولكن بدون أي معنى للحركة الحقيقية باستثناء جهازين صغيرين في مقدم الرأس.

### إيفا الوحدة-00
الوحدة-00 (零号機 Zerogōki)، هي أولى وحدات الإيفانجيليون البدئية الناجحة، وتقودها الولد الأول، ريه أيانامي. تصميم الرأس مشابه للوحدات المخفقة، ولكن فقط بعين واحدة. الوحدة-00 هي الوحيدة من بين الإيفا الأصلية التي لم ترَ بدون درعها (ظهرت الوحدة-02 بدون الدرع في نهاية إيفانجيليون، والوحدة-01 في أحداث متعددة) أو تفتح فمها؛ ولذا فمظهر جسدها العضوي مجهول.
كانت الوحدة-00 صفراء اللون مثل بقية الوحدات البدئية، لكن درعها تعرض لأضرار تفوق التصليحات من قبل الملاك رامييل، وتغير لون الدرع منذ ذلك اليوم إلى الأزرق بالإضافة إلى تغييرات أخرى من أجل جعلها أكثر ملاءمة لظروف المعارك بما في ذلك إضافة ملحقات الكتفين إلى الدرع؛ بالرغم من تشابهها في المظهر لتلك التي في الوحدتين 01 و02. ولأنها إحدى الوحدات البدئية، فلا يمكن إضافة ملحقات النوع-D إليها. زودت الوحدة-00 أيضاً بنفاثات رجعية ظهرت في القتال ضد ماتارايل. طبيعة الروح داخل الوحدة-00 غير معروفة بالضبط، ولكن يُعتقد بأنها متصلة مباشرة بريه بطريقة ما. من النظريات المشهورة أنها روح ريه I، أو ناوكو أكاغي (أقل احتمالاً). دمرت الوحدة-00 بعد أن قامت ريه بتفعيل التدمير الذاتي للوحدة-00 لتدمير الملاك السادس عشر، أرميسايل.
في سلسلة إعادة بناء إيفانجيليون، بقي تصميم الوحدة-00 بلونها الأصفر البدئي مع ألوان بيضاء ورمادية أكثر. في الفيلم الثاني، كانت الوحدة-00 هي الإيفا التي اقترحت سيلي وضعها في الحجز مع وصول الوحدة-03، حيث تنص اتفاقية الفاتيكان أنه لا يسمح لأية دولة بامتلاك أكثر من ثلاث وحدات إيفانجيليون نشطة في الوقت نفسه، لكن غيندو إيكاري اقترح قرر وضع الوحدة-02 في الحجز بدلاً منها. ضد الملاك العاشر، ابتُلعت الوحدة-00 بعد انفجار مباشر لصاروخ N² واستُعمِل رمز تعريفها من قبل الملاك لتعطيل دفاعات دوغما المركزية.

### إيفا الوحدة-01
الوحدة-01 (初号機 Shogōki)، اخترعت في مختبر التطوير الصناعي لغيهرن في هاكوني ويقودها شينجي إيكاري (مع القابس الوهمي بقائد مساعد). لون درع الوحدة-01 أرجواني في الأساس؛ بعض أجزاء الدرع ملونة بالأخضر، الأزرق الفاتح، البرتقالي والأسود النيوني. الكائن المؤنسن تحت الدرع ذو بشرة بنية فاتحة، وعينين زمرديتين/خضراوين اثنتين، وأربعة مناخر موضوعة، ودم أحمر. تمتلك الوحدة-01 أفضل سجلات المعارك بين الإيفانجيليون. تقوم الوحدة-01 بين الفترة والأخرى بالعمل باستقلال، بدون توجيه قائد أو بدون مصدر طاقة ظاهرية. تقوم الإيفا بحماية قائدها وفي بعض الأحيان تخدم مصالح أخرى. الروح المقيمة في الإيفا، يوي إيكاري (والدة شينجي)، تبدو مسؤولة عن مثل هذه الأحداث. تدعى الوحدة-01 «نوع الاختبار».
قبل تمزيقها الوحشي للملاك الرابع عشر، زيرويل، استعملت الوحدة-01 إحدى ذراعي الملاك لتجديد ذراعها المقطوعة، وبدأت بالتهام الملاك مبتلعة معها محرك S² (الذي يبدو أنه استخدم فقط في تهدئة الإيفا). بعد امتلاكها له، بقيت الإيفا ترسل إلى المعركة بالكابل السري. ألحقت وحدات الإنتاج المتسلسل أيضاً بمحركات S² المطورة من قبل نيرف.
في فيلم نهاية إيفانجيليون، كنتيجة للاصطدام الثالث، استعملت الوحدة-01 من قبل سيلي لتنفيذ مشروع واسطة البشرية. في النهاية، تركت الوحدة-01 تطفو في الفضاء، متحجرة ولا تزال تحوي روح يوي إيكاري. في سلسلة إعادة بناء إيفانجيليون، تم تعليم الوحدة-01 بعلامات ضوئية أكثر خضرة نيونية في الرأس، والصدر، والبطن، والذراعين. السكين المتقدمة وميكانيكية تخزينها أعيد تصميمها أيضاً، ولكن معظم الدرع لم يتغير. أثناء قتالها مع شامشيل، تم الكشف على أن الكائن المؤنسن تحت الدرع ذو أكثر بياضاً من نظيرتها في المسلسل. أثناء قتالها مع زيرويل، مرت الإيفا بتغير جذري: في بدت كأنها هائجة، إلا أن القائد لايزال يمتلك السيطرة التامة على تصرفات الإيفا. بالإضافة، تحولت علاماتها النيونية الخضراء إلى حمراء مع عيني الإيفا. الشيء الأكثر ملاحظة هو امتلاك الوحدة-01 لقدرات ملائكية، بما في ذلك التحكم المتقدم لحقل A.T. باستبدال ذراعها المفقودة بأخرى أثيرية تستطيع إطلاق تيارات هوائية هائلة والقدرة على إطلاق شعاع طاقة قوي من عينيها. بعد هزيمة زيرويل وامتصاصها لنواة الملاك، مرت الإيفا بتحول إلى كائن طاقة الذي كانت حياتها بداية ظاهرة تحقق في إيفانجيليون: 3.0 أنها الاصطدام الثالث. في حين أن الاصطدام الثالث توقف من قبل كاورو ناغيسا في مارك.06 عن طريق خزق الوحدة-01 برمح كاسيوس، إلا أن الظاهرة نسفت جزءاً كبيراً من البشرية، مما حث الأمم المتحدة على ختم الوحدة-01 في تسراكت قامت بإطلاقه في وقت لاحق في الفضاء حيث بقيت للسنوات الـ14 التالية.
في بداية إيفانجيليون: 3.0، سُرق التسراكت من قبل ويل-ي التي استعملت الإيفانجيليون لتشغيل بارجتها الطائرة، AAA ووندر. بقيت الإيفا داخل الووندر لنهاية الفيلم، بدون ظهور مباشر.

## وحدات نموذج الإنتاج
وحدات إيفا نموذج الإنتاج متنوعة في عدد أعينها: الوحدة-02 ذات أربع أعين، والوحدتان 03 و04 بعينين، والوحدات 05 حتى 13 لا تمتلك أعيناً ظاهرة على الإطلاق.

### إيفا الوحدة-02
الوحدة-02 (弐号機 Nigōki)، بنيت في نيرف ألمانيا، وهي أولى وحدات إيفا نموذج الإنتاج. تقودها أسكا لانغلي سوريو والوحدة-02 أول إيفانجيليون مبينة خصيصاً من أجل المعارك. على عكس الوحدة-01، فالوحدة-02 «هاجت» بالفعل مرة واحدة، فقط قبل تدميرها. حصلت الوحدة-02 على نسبة توافق عالية غير معهودة مع قائدتها. درع الإيفا أحمر في الأساس مع ألوان صفراء وبيضاء على الأذرع والرأس. نتيجة لكونها مبنية في نيرف ألمانيا، وأيضاً كتكيف لقائدتها الثلاثة أرباع ألمانية، فلغتها الافتراضية هي الألمانية. الوحدة-02 معروفة باحتوائها على الجزء الأمومي من روح والدة أسكا. تميزت الوحدة-02 بسكين متقدمة مختلفة عن سابقاتها من وحدات الإيفانجيليون وكذلك صندوق سلاح داخلي في ملحقة كتفها الأيمن يطلق أسلحة تشبه الأسهم. في سلسلة الأفلام الجديدة، استعملت قذائف من المسامير من ملحقة كتفها في المعركة ضد زيرويل. تمتلك الوحدة-02 بشرة زرقاء داكنة وأربعة أعين برتقالية، ظهرت لأول مرة عندما مزقتها إيفا الإنتاج المتسلسل إرباً. هذه الأعين عادة مخفية بواسطة درع الرأس، مع أربعة حساسات بصرية خضراء تقوم بالرؤية. درع رأسها مفصول إلى مكانين، مما يسمح للأعين بالظهور عندما تصل نسبة التوافق إلى درجة عالية.
تضررت وتعطلت الوحدة-02 مرات عديدة طوال سير القصة، ودمرت في النهاية في نهاية إيفانجيليون على يد إيفا الإنتاج المتسلسل. كانت أسكا لا تزال متوافقة بشكل عالي مع الوحدة-02 مع تدمرها، مما جعلها تعاني من كل الجروح التي تصيب الإيفا الصور بعد أن غرزت نسخة رمح لونغينوس في عين الإيفا اليسرى أظهرت أسكا تنزف بشدة من عينها، وبقعة دم تنتشر بسرعة على بطنها عندما مزق بطن الإيفا، ثم انقسمت ذراعها في توافق مع ذراع الإيفا عندما رميت الرماح النسخ عليها). في المانغا، قاد كاورو ناغيسا الوحدة-02 ضد أرميسايل حيث لا تزال أسكا مغشية عليها بعد معركتها مع أرايل. السلاح الذي استعمله كاورو في المعركة كان منشاراً مزدوج الشفرات. اندمج أرميسايل جزئياً مع الوحدة-02 بينما لا يزال مندمجاً مع الوحدة-00 وريه.
في الفيلم إيفانجيليون: 2.0 أنت (لا) تستطيع التقدم، ظهرت خوذة الوحدة-02 معادة التصميم بما يشبه قرون الأوني، وزودت ملحقتا كتفيها بأسلحة حادة، وزاد اللون الأبيض في مناطق متعددة من جسدها. للملاحظة، فالإيفا قادرة على فتح فمها في إعادة البناء، حيث لم تكن كذلك من قبل. ولكن، يبدو أنها فقدت القدرة على فتح خوذتها جزئياً للكشف عن أعينها العضوية. أيضاً في هذا الفيلم، وضعت الوحدة-02 في الحجز وفقاً لاتفاقية الفاتيكان (قانون ينص على ألا تمتلك أية دولة أكثر من ثلاث وحدات نشطة، ومع وصول الوحدة-03 من أمريكا، قرر غيندو أن تكون الوحدة-02 المجمدة العمل). أخذت ماري الوحدة-02 لقتال زيرويل، ومع يأسها، قامت بتفعيل صيغة الوحش في الوحدة-02، التي تقوم بشكل ملحوظ بزيادة قدراتها القتالية وإعطائها مظهراً أكثر وحشية. لكن ماري لم تقدر على هزيمة الملاك، وتضررت الوحدة-02 بشكل بالغ، بخسارة ذراعها اليسرى وجزء من رأسها.
تميزت الوحدة-02 بشكل رئيسي في إيفانجيليون: 3.0، حيث تم إصلاحها جزئياً من الضرر الذي تلقته في الفيلم السابق. في بداية الفيلم، الوحدة-02 هي إحدى وحدتي الإيفا الاثنتين اللتين شاركتا في عملية الاستيلاء على الوحدة-01 المعطلة من مدار الأرض المنخفض، مع تكون معدات الوحدة-02 من بندقية حربون، وزوج من الصواريخ المعززة أكبر مرات عديدة من الإيفا نفسها وزوج يشبه الشرنقة من دروع الحرارة لتحمل الدخول مرة أخرى للغلاف الجوي؛ يبدو أن المعززات تستفيد من دوافع ورنية ولكن عملها الرئيسي هو لإعطاء حروق عشر ثوان للخروج من المدار ولذا تكون غير نافعة في المناورات في المعارك. في وسط الفيلم، تم تعديلها إلى إيفا الوحدة-02'γ. قرب نهاية الفيلم، أجبرت أسكا على تشغيل «الوضع 777 (تريبل سفن)» ضد مارك-09، منتجاً تأثيرات مشابهة لوضع الوحش، لكن الإيفا تدمرت ذاتياً لتدمير مارك.09.

### إيفا الوحدة-03
الوحدة-03 (参号機 Sangōki)، بنيت في الولايات المتحدة في فرع نيرف الأول في ماساتشوستس، أمريكا. إيفانجيليون الوحدة-03 هي إحدى الوحدتين الاثنتين المبنيتين في أمريكا بتصميم نموذج الإنتاج الثاني، وهي الوحدة الأخ للوحدة-04 (الوحدة-03 والوحدة-04 هما الإيفانجيليون الوحيدتان المشار إليهما بالذكور خلال المسلسل). أصرت حكومة الولايات المتحدة على امتلاك بناء الوحدتين 03 و04. أجريت بعض التغييرات البسيطة بين التصميمين الأول والثاني لنموذج الإنتاج. لون الوحدة-03 فريد، كونها درعها أغمق من أية وحدة إيفا أخرى.
عين لقيادة الوحدة-03 توجي سوزوهارا، ولكن عند نقلها إلى اليابان، صارت تحت سيطرة الملاك الثالث عشر، باردييل، الذي ظهر بشكل سحابة. كباردييل، مُزقت الوحدة-03 بوحشية إرباً على يد الوحدة-01، بعد نقل التحكم من شينجي إلى نظام القابس الوهمي، المصمم لمحاكاة ريه كقائدة. توجي، القائد، أصيب بشكل خطير في الأنمي، لكنه مات في المانغا.
ظهرت الوحدة-03 أيضاً في إيفانجيليون: 2.0 أنت (لا) تستطيع التقدم، مع أسكا لانغلي شيكينامي كقائدة الاختبار. وُضعت أسكا بعد تمزيق الوحدة-03 في الحجر الصحي بسبب الاتصال المحتمل مع باردييل وتم التأكد من وضعها في غيبوبة ناجمة طبياً بسبب إصاباتها عندما سُحق قابس الإدخال. في العرض المسبق لإيفانجيليون 3.0 الموضوع في نهاية الفيلم الثاني، ظهرت أسكا مستيقظة من غيبوبتها مع غطاء عين على عينها اليسرى.
لون الوحدة-03 أسود في الغالب مع علامات بيضاء وحمراء وخلال قتالها مع الوحدة-01، نبت لها زوج جديد من الأذرع مكان ملحقات كتفيها لمساعدتها في خنق الوحدة-01. كلا النسختين الأصلية وإعادة البناء تظهر فيهما الإيفا بعينين خضراوين، كما يتضح في عرض تجميد الشاشة عند تدميرها.

### إيفا الوحدة-04
في حين لم تظهر الوحدة-04 (四号機 Yongōki) بشكل فعلي في المسلسل، لكنها لا تزال تلعب دوراً مهماً في القصة. تم بناء الوحدة-04 في فرع نيرف الثاني، موقع صحراوي في نيفادا، الولايات المتحدة، وتعمل بشكل رئيسي كمادة اختبار لتجربة محرك S² (المقدم من الفرع الثالث في ألمانيا). تدمرت الوحدة-04 مع الفرع الثاني بأكمله وكل المنشآت في قطر 89 كيلومتر. لا يزال سبب الحادث غير معروف. تعتقد نيرف أن الحادث حصل عندما ثبت محرك S² في الوحدة، وكانت هناك عوامل متعددة من المحتمل أنها أدت إلى نشوء الحادث. طبيعة الدمار نفسه مجهولة أيضاً. هناك فرضية واحدة وراء دمار الوحدة-04، التي أدلت بها ريتسكو أكاغي، وهي أن محرك S² قد فتح بحر ديراك مشابه للذي يعتقد بأنه يشكل الملاك الثاني عشر، ليلييل. تصميم الوحدة-04 مشابه تقريباً لتصميم الوحدة-03، وفقاً للرسومات من غايناكس، فإن الوحدة فضية اللون، مع علامات سوداء وحمراء. في حين لم تظهر الوحدة-04 على الشاشة فعلياً، لكنها ظهرت في ألعاب جانبية عديدة لإيفانجيليون. لم يحدد قائد الوحدة-04 في المسلسل. في بعض الألعاب الجانبية، قائد الوحدة-04 هو كنسكي أيدا.
- في لعبة آلة باتشينكو الرسمية لإيفانجيليون في اليابان (مقتبسة بالتحديد من فيلم 2007 "إيفانجيليون: 1.0 أنت (غير) وحيد")، عندما يصل اللاعب إلى مستوى معين، يظهر مقطع قصير تظهر فيه الوحدة-04. المقطع يظهر الملاك السادس رامييل أثناء هجومه على طوكيو-3 (المشهد مقتطع من الفيلم نفسه). عندما قام الملاك بتدمير مواقع إطلاق الصواريخ، ظهرت الوحدة-04 فجأة فوق تل، مع كاورو ناغيسا يقودها بالطيران فوق رأسها. قام رامييل بالإطلاق، لكن حقل A.T. الخاص بكاورو حمى الوحدة-04، ثم تقدمت الوحدة-04 مهاجمة مع رمح لونغينوس. قام رامييل بتغيير شكله والإطلاق مرة أخرى، لكن الوحدة-04 أبطلت الهجوم بدرع مكافحة الشغب مصمم للإيفانجيليون (ظهر الدرع من قبل فقط في العروض الترويجية، ولم يظهر على الشاشة بسبب عدم تطبيقه لصالح حقول A.T.). بعد توقف رامييل عن الهجوم، رمت الوحدة-04 رمح لونغينوس على الملاك، الذي قام باختراق حقل A.T. الخاص برامييل، ومدمرة إياه في رمية واحدة. ظهر كاورو والوحدة-04 واقفين على بحيرة في نهاية الفيديو.
  - يبدو هذا الفيديو هو الظهور الوحيد المرخص رسمياً والمعروف لإيفانجيليون الوحدة-04، ولكنه أيضاً يؤكد، بطريقة ما، أن شكلها مقتبس من إيفانجيليون الوحدة-03، وأن لونها فضي مع علامات سوداء وحمراء (هذا الفيديو يحدد أيضاً الوحدة-04 في نمط التلوين لأفلام إعادة البناء، ويتشارك معها في الديكورات المشابهة).

### إيفا الإنتاج المتسلسل
هذه الإيفا ظهرت في نهاية إيفانجيليون وأُنتجت في سبع فروع مختلفة لنيرف حول العالم، من المحتمل ألمانيا (الفرع الثالث)، والولايات المتحدة (الفرع الأول، ماساتشوستس)، واليابان (ماتسوشيرو)، والمملكة المتحدة، وفرنسا، وروسيا، والصين. صنعت الوحدتان 05 و06 في ألمانيا؛ وأنتجت الوحدة 08 في الصين. أنتجت هذه الوحدات بأوامر من سيلي من أجل خطتها الاحتياطية من أجل بدء مشروع الواسطة، ولكن لم تكتمل إلا تسع من اثنتي عشرة وحدة مخطط لها. يتم التحكم بها من قبل سيلي بواسطة القابس الوهمي المقتبس من كاورو ناغيسا. في الحوار، تتم الإشارة إليها باسم سلسلة إيفا (エヴァシリーズ Eva Shirīzu).
بنيتها الجسدية مختلفة عن الإيفا السابقة، كونها أضيق عند الصدر والكتفين وأعرض عند الوركين، ومغطاة ظاهرياً بنفس البلاستيك المقوى الذي يغطي الذراعين. يمتلك الفكان الطويلان شفتين عضليتين، وأسناناً مغطاة بالمعدن، ولساناً رمادياً كبيراً، وينتجان كميات كبيرة من اللعاب. ليست لديها أعين مرئية. هذه الوحدات مزودة بأجنحة ميكانيكية كبيرة تشبه أجنحة الطيور تسمح لها بالطيران، ويمكن طيها بالكامل داخل الظهر. وهي أيضاً تفتقد ملحقات الكتفين التي كانت إحدى المميزات في وحدات الإيفا السابقة. أسلحتها الأساسية هي رماح ثقيلة مزدوجة الشفرة، تتحول في النهاية إلى شكلها الحقيقي، نسخ رمادية داكنة من رمح لونغينوس. بالإضافة إلى ذلك، تتصرف وحدات الإيفا هذه تصرفات شبيهة بالحيوانات؛ فهي تظهر وحشية هائلة، وأحاطت الوحدة-02 الساقطة على الأرض في سلوك مشابه للنسور قبل الانقضاض لتمزق الإيفا إرباً.
كل وحدات إيفا الإنتاج المتسلسل تحتوي على محرك S² داخلي، الذي يمنحها التنقل الكامل (مما يحررها من الكابل السري) وليس لها وقت محدود للعمل.
في لعبة العالم البديل صديقة الفولاذ 2، يقود كاورو ناغيسا الوحدة-05، التي هي بشكل آخر من نفس وحدات الإنتاج المتسلسل، باستثناء استبدال القابس الوهمي بقابس إدخال عادي.

## وحدات ظهرت فيإعادة بناء إيفانجيليون

### إيفا الوحدة المؤقتة-05
إيفا الوحدة المؤقتة-05 (仮設五号機 Kasetsu Gogōki)، تقودها ماري إلوستريوس ماكينامي، تميزت بظهورها في بداية الفيلم الثاني من رباعية أفلام إعادة بناء إيفانجيليون وهي محفوظة في قاعدة بيثاني المشتركة بين روسيا والولايات المتحدة والتابعة لنيرف. الوحدة-05 هي وحدة بدئية وأقل مؤنسنة من الإيفا الأخرى مع تصميم يشتمل على امتلاكها لذراعين أقصر تنتهيان بمخلب ورمح على الترتيب، وبدلاً من السيقان لديها أربعة أطراف تنتهي بميكانيكية تشبه العجلات. جذع الإيفا في الغالب أبيض مع مناطق خضراء ورمادية؛ أطرافها ملونة بالأخضر. بسبب تصميم الإيفا الغير مؤنسن، فهناك أنابيب خاصة موصلة إلى معصمي بزة القابس لقائدها للمساعدة في دعم الحركة ويرتدي القائد أداة تشبه الخوذة. تميزت أيضاً صواريخ معزِّزة ومثاقيب في التصميم للمساعدة في دعم هذه الإيفا السريعة متى ما بدأت العمل. يبدو أن هذه الإيفا تفتقد الحبل السري وتجمع طاقتها من أسلاك تشبه المنساخ فوق متلحقات الكتفين، المتصلة بسطوح أنفاق قاعدة بيثاني. يبدو أن بناءها الغريب بسبب حالتها المؤقتة حيث أن الحركة في تضاريس متعددة قد يكون صعباً. أُرسلت الإيفا إلى العمل وحدها ضد الملاك الثالث الذي سبق إمساكه وهو يحاول الهرب الآن. سببت المعركة دمار كل من الملاك، والوحدة-05 وقاعدة بيثاني. تصميمها كـ«مؤقتة» يبدو إشارة إلى كون الإيفا مطلقة بالرغم من أن قاعدة بيثاني لا تزال تنتظر مكونات عديدة لتثبيثها.

### إيفا مارك.06
ظهرت لأول مرة في إعادة بناء إيفانجيليون، ظهرت مارك.06 (マークシックス Mākushikkusu) في كلا الفيلمين. كان تصميمها في البداية بدرع أزرق مع قناع أحمر متوهج يغطي عينيها ويشبه تصميم رأسها رأس الوحدة-01. تحت درعها، وحدة الإيفا ذات بشرة رمادية داكنة مزخرفة على الجذع بقناع أرجواني ذي سبعة أعين مغطى جزئياً بقناع رمادي وأحمر منقوش عليه كلمات «مشروع إيفانجيليون». في إصدار دي في دي 1.01، مارك.06 ذات هالة بيضاء مضيئة. تذكر القصة بأنها مع قائدها «أتيا نازلين من القمر». مارك.06 من تصميم سيلي التي وصفتها بأنها «الإيفانجيليون الحقيقية»؛ وليس لغيندو ولافويوتسكي دخل في ابتكارها. في إيفانجيليون: 2.0 أنت (لا) تستطيع التقدم، كان تلوين الوحدة أزرقاً داكناً مع علامات ذهبية. يقودها كاورو ناغيسا. في نهاية الفيلم، استعمل كاورو مارك.06 لرمي رمح نحو الوحدة-01 (معطلاً إياها وموقفاً الاصطدام الثالث) والهبوط من القمر، معلناً بأنه سيري شينجي «السعادة الحقيقية».
ظهرت مارك.06 لفترة وجيزة في إيفانجيليون: 3.0، حيث تُرى غير عاملة ومخزوقة بجانب ليليث. اتضح لاحقاً أن الملاك الثاني عشر مختوم داخلها.
ومما يثير الاهتمام، فهذه هي الوحدة الأولى التي لا تستعمل نظام التسمية اليابانية الرسمية للإيفانجيليون (العدد+غوكي)، لكن بدلاً من ذلك تسمية إنجليزية محولة صوتياً إلى اليابانية.

### إيفا الوحدة-08
ظهرت أول مرة في إيفانجيليون: 3.0، إيفانجيليون الوحدة-08 (八号機 Hachigōki) تقودها ماري إلوستريوس ماكينامي. تبدو الوحدة مشابهة للإيفا السابقة، لكن ملحقات الكتفين مختلفة بشكل طفيف، ويبدو أنها تمتلك محركات دافعة عليها. تصميم الرأس مشابه لخوذة الدرع، مع قرن بارز. على عكس الرسم الأول في العرض المسبق للفيلم، مرت الإيفا بتغييرات ملحوظة في التصميم بين الفيلمين: في حين أظهرها العرض المسبق بدرع رمادي داكن وقناع وردي يشبه المرساة، التصميم الأخير -باسم 08α- درع وردي وثمان أعين خضراء. أثناء الفيلم، تم تعديل الوحدة-08α من قبل فيلي إلى الوحدة-08β، على عكس الوحدة-08α، فشكلها ليس مثل التصميم النموذجي لنموذج الإنتاج. فالإيفا ضخمة عند الوركين، والكتفين، والأكثر ملاحظة في الجذع. الصفائح عند الصدر والبطن والساقين أكثر ضخامة أيضاً، ولاتطابق الصفائح النحيفة والملساء كما في معظم وحدات الإيفانجيليون. على عكس الوحدة-08α، لديها واقيات وردبة كبيرة حول الساعدين والمعصمين، مما يضيف ضخامة ملحوظة للذراعين. معظم ألوانها نفس الشيء، أما أكثر تغيير ملحوظ هو أن الأجزاء الوردية في عمودي الكتفين في الوحدة-08α الآن أبيضان، وكذلك تبديل ألوان الذراعين إلى نمط مختلف. في بداية الفيلم، شاركت الإيفا في عملية الاستيلاء على إيفا-01 المعطلة من المدار الأرضي المنخفض مع الوحدة-02 المعدلة، لكنها فشلت في اكتساب السرعة المدارية، بادئة بالدخول مجدداً للغلاف الجوي بعد دقائق قليلة من تحليقها في الفضاء. أثناء طيرانها شبه المداري، كانت الإيفا مسلحة بمدفع يبدو كسلاح طاقة مشابه في عمله لسلاح القنص. الإيفا أيضاً مزودة بصواريخ معززة وزوج من دروع حرارة تشبه الشرنقة مماثلة للموجودة في الوحدة-02.

### إيفا مارك.09
ظهرت أول مرة في إيفانجيليون: 3.0، الوحدة-09 تقودها مستنسخة ريه أيانامي. تمتلك الإيفا درعاً برتقالياً/رمادياً ورأساً صقلوبياً بعين حمراء واحدة، مشابهة للوحدة-00. ظهرت لأول مرة في عملية نيرف لاختطاف شينجي من فيلي، مع فقدان الإيفا لرأسها خلال المناوشة. لم يُستعد الرأس المفقود وقرب نهاية الفيلم ظهرت الإيفا التي لاتزال بلا رأس مرة أخرى، مسلحة بمنجل ضخم لإيقاف الوحدة-02 والوحدة-08 وحدها. في النهاية القريبة، حاولت الإيفا إحكام السيطرة على بارجة وندر وقامت بهجومات متفجرة مثل التي يستخدمها الملائكة، ونما لها رأس متعدد الأعين، عضوي بلون بني داكن مع قرن واحد، ليس مختلفاً عن الموجود في الوحدة-01 والوحدة-13. تغير لون درعها أيضاً إلى الأسود والأحمر وأطلق عليها وضع «وعاء آدم» من قبل المعجبين. قرب نهاية الفيلم، اتضح أن مارك.09 مصنوعة بأكملها من نواة، مما يسمح لها بالتجدد إلا إذا تدمرت الإيفا بالكامل. تدمرت مارك.09 في النهاية بسبب التدمير الذاتي الوحدة-02'γ من قبل أسكا.

### إيفا الوحدة-13
ظهرت لفترة وجيزة في إيفانجيليون: 3.0، الوحدة-13 (第13号機 Dai Jū-san-gōki) ذات مظهر غير مختلف كثيراً عن الوحدة-01، ميزتها الفريدة أنها تحتوي على قابسي إدخال، مع إمكانية رؤية القائدين لبعضهما البعض كما لو أنهما في قابس واحد، وأن الوحدة نفسها هي واحد من آدم. في نهاية الفيلم، قاد الوحدة-13 كل من شينجي إيكاري وكاورو ناغيسا اللذين بدآ بإزالة رمحي لونغينوس من ليليث. مما سبب خطأً بدء الاصطدام الرابع قبل أن ينتحر كاورو لإيقاف الكارثة، وأخرجت ماري قابس إدخال شينجي من الوحدة-13.

### إيفا الوحدة-8+2
ذكرت لفترة وجيزة في العرض المسبق لـإيفانجيليون: فاينال، الوحدة-8+2 (8+2号機 Hachi Tasu Ni-gōki) تبدو ممتلكة درعاً أحمر ووردي وظهرت تقاتل أعداداً كبيرة من وحدات إيفا بواسطة سيف يشبه الماغوروكس، سيف متقدم غير مستعمل من تصميم إكتو ياماشتا، رئيس مصممي الميكا في مسلسل الأنمي وثم عاد للعمل في الأعمال الرئيسية الموسعة. لاتوجد معلومات أخرى بشأن هذه الإيفا بعد.

### إيفا الإنتاج المتسلسل
أعداد كبيرة من هذه الإيفا ظهرت في العرض المسبق الأول لـإيفانجيليون: فاينال، تقاتل الوحدة-8+2. لهذه الوحدات تصميم رأس مشابه لمارك.06، لكن بدرع أخضر داكن قريب للرمادي. هذه الوحدات مسلحة ببنادق البليت، بنادق اقتحام متعددة الاستعمال مشابهة مظهرياً للسلاح ستير ACR، والتي كانت السلاح المعياري للإيفانجيليون في المسلسل الرئيسي، لكنها لم تظهر في إعادة البناء حتى الآن. على عكس الموجودة في الأنمي، فهذه الوحدات تملك أيضاً سكاكين مسلحة ملصقة بفجاجة مثل حربة مؤقتة.
أثناء إيفانجيليون: 3.0، أعداد كبيرة من أيدي وحدات إيفانجيليون بنفس نمط لون هذه الوحدات ظهرت لفترة قصيرة داخل مقر نيرف المحطم، مما يوحي إلى وجود نظام تجميع لهذا النوع من الإيفا. لا توجد معلومات أخرى عنها بعد.

## أخرى
وفقاً لميساتو، كان من المخطط أصلاً أن تكون الوحدتان 05 و06 استكمالاً لتصميم نموذج الإنتاج المستعمل في الوحدات 02-04. لكن، عندما بدأت سيلي بناء وحدات إيفا نموذج الإنتاج المتسلسل 05-13، أُلغيت هذه الخطط. الوحدتان الأصليتان الغير مكتملتين 05 و06 ألغيتا من أجل استعمال قطع الغيار لإصلاح الوحدتين 00 و02 بعد قتالهما مع الملاك زيرويل. ظهرت العديد من وحدات الإيفا المختلفة لأول مرة في الألعاب الجانبية ووسائل مختلفة أخرى.
في لعبة معركة الأوركسترا، ظهرت وحدتا إيفا جديدتان لأول مرة. إيفا الوحدة-ألفا (甲号機 Kōgōki)، هي إيفا خضراء اللون مع سبطانات متحكم بها عن بعد على كتفيها (من المحتمل أنها مستوحاة من نظام سايكومو من سلسلة جاندام)، وقائدها غير معروف. إيفا الوحدة-بيتا (乙号機 Otsugōki)، يقودها كاورو ناغيسا، وهي ذهبية اللون ذات أجنحة وكاتانا. ظهرت الوحدة-04 أيضاً، مصبوغة بلون فضي مختلف ويقودها كنسكي أيدا.